# Varikap dioda
Varikap dioda je poluvodička dioda kod koje se iskorištava ovisnost kapaciteta PN-spoja o naponu.
Upotrebljava se u zapornom području, tj. kada je napon na katodi pozitivniji od napona na anodi, pa se kapacitet smanjuje povećanjem napona. Ova pojava postoji na svakom PN-spoju, međutim varikap dioda je izvedena tako da se postigne što veći raspon promjene kapaciteta, npr. do 10:1. Pri tome je obično širina osiromašenog sloja proporcionalna kvadratnom korijenu primijenjenog napona, pa je kapacitet obrnuto proporcionalan kvadratnom korijenu napona, iako se promjenom profila dopiranja mogu postići i drugačiji odnosi.
Glavna primjena je za ugađanje titrajnih krugova umjesto mehaničkih promjenljivih kondenzatora, a također i u naponski kontroliranim oscilatorima (VCO), za automatsku kontrolu, regulaciju i modulaciju frekvencije te u parametričkim pojačalima. Pri tome kontrolni napon može biti stalan ili sporo promjenjiv (ugađanje i regulacija), niske frekvencije (modulacija) ili visoke frekvencije (parametričko pojačalo).